# Redecz Wielki-Wieś
Redecz Wielki-Wieś (pronunciación en polaco: /ˈrɛdɛtʂ ˈfjɛlkʲi ˈvjɛɕ/) es un pueblo ubicado en el distrito administrativo de Gmina Lubraniec, dentro del Distrito de Włocławek, Voivodato de Cuyavia y Pomerania, en el norte de Polonia central.